# A Perfect Day for Bananafish
"A Perfect Day for Bananafish" (Brasil: Um Dia Ideal para os Peixes-Banana / Portugal: Um Dia Ideal para o Peixe-Banana) é um conto de J.D. Salinger publicado originalmente na edição de 31 de janeiro de 1948 da The New Yorker. Foi antologizado no livro 55 Short Stories from the New Yorker de 1949, bem como na coleção Nine Stories em 1953. A história é um examinação enigmática de um jovem casal, Muriel e Seymour Glass, durante suas férias na Flórida. É a primeira de suas histórias a apresentar um membro da fictícia família Glass.
Quando Salinger, de 28 anos, submeteu o manuscrito à The New Yorker em janeiro de 1947, intitulado "The Bananafish", seu diálogo cativante e estilo preciso foram lidos com interesse pelo editor de ficção William Maxwell e sua equipe, embora o ponto da história, nesta versão original, foi considerado incompreensível.
A pedido de Maxwell, Salinger reformulou o conto, adicionando a seção de abertura com a personagem de Muriel e elaborou o material para fornecer vislumbres sobre a morte trágica de Seymour. Salinger, em consulta frequente com o editor Gus Lobrano, revisou a história várias vezes ao longo de 1947, renomeando-a para "A Fine Day for Bananafish". A The New Yorker publicou a versão final como "A Perfect Day for Bananafish" um ano depois de Salinger ter apresentado o manuscrito pela primeira vez.
O conto foi recebido com aclamação imediata e, de acordo com o biógrafo de Salinger, Paul Alexander, foi "a história que mudaria permanentemente sua posição na comunidade literária". A decisão de Salinger de colaborar com Maxwell e a equipe da The New Yorker no desenvolvimento da história marcou um grande avanço em sua carreira e o levou a entrar no escalão de escritores de elite da revista.

## Enredo
A história se passa em um sofisticado resort à beira-mar na Flórida. Muriel Glass, uma mulher rica e egocêntrica, telefona para sua mãe de sua suíte para falar sobre o seu marido, Seymour, um veterano da Segunda Guerra Mundial recentemente dispensado de um hospital do exército; está implícito que ele estava sendo avaliado por causa de um transtorno psiquiátrico. A mãe de Muriel está preocupada com os relatos das ações cada vez mais bizarras e antissociais de seu genro, e avisa sua filha que ele pode "perder o controle de si mesmo". Muriel descarta seus comentários como hipérboles, considerando as idiossincrasias do marido como benignas e controláveis. Nenhuma das mulheres expressa preocupação de que o comportamento irracional de Seymour possa indicar que ele está sofrendo emocionalmente.
Enquanto isso, na praia vizinha ao resort, uma criança chamada Sybil Carpenter foi deixada sem supervisão de sua mãe para que ela pudesse beber no bar do hotel. A garota vagueia pela praia e encontra Seymour, deitado sozinho na areia a 400 metros do hotel. Sybil repreende Seymour por permitir que outra menina, Sharon Lipschutz, se sentasse com ele na noite anterior, enquanto ele tocava piano para os hóspedes do hotel.  Seymour tenta acalmar Sybil sugerindo que eles "pegassem um peixe-banana", mas a menina insiste que Seymour escolha entre ela e Sharon Lipschutz. Seymour responde que observou Sybil abusando do cachorro de um hóspede do hotel, e a garota fica em silêncio.
Seymour coloca Sybil em uma jangada de borracha e entra na água, onde lhe conta a história da "vida trágica" dos peixes-banana: eles se empanturram de bananas, ficam grandes demais para escapar de seus buracos de alimentação e morrem. Sybil não se incomoda com a história e afirma ter visto um peixe-banana com seis bananas na boca. Seymour beija afetuosamente um dos pés da menina e a leva de volta à praia, de onde ela parte.
Uma vez sozinho na volta para o hotel, Seymour se torna menos afável. Ele começa uma discussão infundada com uma mulher em um elevador, acusando-a de olhar para os pés dele de forma escondida. Ele volta para seu quarto de hotel, onde sua esposa está tirando uma soneca. Ele pega uma pistola em sua bagagem e atira em si mesmo.

## Antecedentes de publicação e estilo
Antes da publicação da história, Salinger retrabalhou os detalhes em uma reunião com William Maxwell. Originalmente, a história consistia apenas no incidente na praia com Seymour e Sybil e o suicídio subsequente. Maxwell argumentou que não havia uma explicação clara que justificasse Seymour se matar. Após o encontro do autor com Maxwell, a parte da história com Muriel falando com sua mãe ao telefone foi incorporada. Após o sucesso do conto, Salinger permitiu que a The New Yorker fosse a primeira a imprimir todos os seus escritos subsequentes ao assinar um contrato com a revista.
Apesar de algumas opiniões críticas divergentes, a coletânea Nine Stories, na qual "A Perfect Day for Bananafish" aparece, não são uma coleção de histórias individuais publicadas juntas. O autor Eberhard Alsen, em A Reader’s Guide to J.D Salinger, observa que os contos evoluem cronologicamente e mudam de uma maneira que reflete a vida pessoal de Salinger e suas experiências com a religião. Muitos estudiosos e críticos analisaram e revisaram o personagem de Seymour Glass em relação às experiências do personagem sobre guerra e suicídio. Sua filha, Margaret Salinger, relembra as histórias de seu pai na Segunda Guerra Mundial e faz uma conexão entre Salinger e o personagem de Seymour em "A Perfect Day for Bananafish". O autor Ron Rosenbaum baseia-se nas memórias de Margaret para eliciar uma conexão entre a progressão de Salinger de sombrio para otimista e o estilo de escrita espiritual em Nine Stories.
Salinger também foi grandemente influenciado pelo estilo de escrita e método de narração de Ernest Hemingway. Este escreve de tal forma que o leitor deve interpretar e tirar suas próprias conclusões quando os personagens estão falando. A vaga descrição comum ao diálogo narrativo de Hemingway aparece em várias histórias e romances de Salinger.

## Análise
Assim como Seymour, Salinger foi profundamente afetado por suas experiências como soldado na Segunda Guerra Mundial e isso influenciou sua escrita. Kenneth Slawenski relata que Salinger, no livro Seymour – An Introduction (1959), confessa que o jovem no conto "não era Seymour, mas... eu mesmo". Traumatizado pela Batalha das Ardenas e pelos campos de concentração nazistas, Salinger "achou impossível se encaixar em uma sociedade que ignorava a verdade que ele agora conhecia."
As crianças têm destaque nas obras de Salinger. A interação simpática e afetuosa de Seymour com as crianças é contrastada com o comportamento distanciado e falso dos adultos. Logo após seu interlúdio com Sybil, Seymour "tira suas próprias conclusões sobre a composição dos seres humanos e do mundo ao seu redor" e comete suicídio.
Salinger cita um verso do poema The Waste Land do poeta T. S. Eliot em conversa entre Seymour e Sybil a respeito da jovem rival da menina, Sharon Lipschutz:
Ah, a Sharon Lipschutz. Como esse nome aparece a toda hora. Misturando memória e desejo.

O rapaz subitamente levantou-se. Olhou para o mar.
— Sybil, sabe o quê que nós vamos fazer? Vamos ver se pegamos um peixe-banana.

O trecho referenciado por Seymour se encontra na Seção I de The Waste Land, que é chamada "O Enterro dos Mortos", que por sua vez começa com um trecho do Satíricon de de Petrônio, que diz: "Pela primeira vez eu vi com meus próprios olhos a Sibila de Cumas dentro de um frasco, e quando os rapazes perguntaram-lhe: 'Sibila, o que você quer?' ela respondeu: 'Eu quero morrer.'"
Slawenski argumenta que a escolha de Salinger do nome Sybil para a menina estabelece uma correlação "inconfundível" entre a descrição de Eliot da Sibila de Cumas da mitologia grega e a história de Seymour em "A Perfect Day for Bananafish". Os peixes-banana são "condenados pela ganância" e, portanto, compartilham o destino da Sibila de Eliot, "amaldiçoados por uma existência implacável."

## Recepção e crítica
Embora "Slight Rebellion Off Madison" tenha sido publicado na The New Yorker e tenha recebido aclamação crítica, Salinger continuou a enfrentar rejeição. A revista rejeitou sistematicamente outras histórias enviadas por ele. Imperturbável, Salinger continuou a enviar seus trabalhos porque acreditava que os editores da revista o publicariam novamente. Depois de enviar o rascunho inicial intitulado "The Bananafish", Harold Ober, agente do autor, recebeu uma carta de William Maxwell datada de 22 de janeiro de 1947, na qual afirmava: "Gostamos muito de algumas partes de "The Bananafish" de J.D. Salinger, mas parece-nos não ter qualquer história ou ponto perceptível. Se o sr. Salinger estiver pela cidade, talvez ele gostaria de entrar e falar conosco sobre as histórias da New Yorker",
Quando "A Perfect Day for Bananafish" foi publicado pela primeira vez, a recepção e as críticas iniciais ao conto foram positivas. Os leitores estavam aceitando o novo tom apresentado à literatura por meio dos contos de Salinger, e foi o lançamento de "A Perfect Day for Bananafish" que popularizou o nome de Salinger na comunidade literária.
Muitas das críticas à história envolvem o personagem de Seymour Glass, que aparece em vários outros contos de Salinger. A maior parte do conteúdo que alimenta as críticas ao personagem envolve suas experiências de guerra e suicídio. Os críticos interpretam as evidências da história para determinar qual foi a verdadeira causa do suicídio de Seymour devido ao raciocínio conflitante apresentado em outras histórias que incluem a família Glass. Alguns acreditam que foi o mundo inteiro que levou Seymour à loucura, enquanto outros traçam uma conexão com o estresse pós-traumático. Segundo a crítica Janet Malcolm, o mundo retratado na história é emaranhado e simplificado por Salinger. Esse "dualismo" pode ser encontrado em outras obras do autor, na medida em que ele continuamente retrata a vida "como um campo de batalha entre o normal e o anormal, o comum e o extraordinário, os sem talento e os talentosos, os saudáveis e os doentes".